# Daniel Jebbison
Daniel David Jebbison (ur. 11 lipca 2003 w Oakville) – kanadyjski piłkarz pochodzenia jamajskiego i angielskiego występujący na pozycji napastnika, reprezentant Kanady, od 2025 roku zawodnik angielskiego Bournemouth.
Jego ojciec pochodzi z Jamajki, zaś matka z Anglii. Urodził się w Kanadzie, skąd w wieku trzynastu lat przeprowadził się z rodziną do Anglii.